# Claudio Rodrigues Gomes
Cláudio Rodrigues Gomes (nacido el 29 de agosto de 1998), comúnmente conocido como Guga, es un futbolista brasileño que juega como lateral derecho para el Fluminense Football Club De La Serie A de Brasil.

## Trayectoria
Empezó a jugar al fútbol sala a los cinco años. Después de haber estado cinco años en el equipo juvenil del Botafogo se incorporó a la cantera del Avaí en 2013 y firmó un contrato que lo mantendría en el club hasta 2018. Jugó regularmente en el filial y marcó tres goles en la Copa de Brasil 2017 ante Grêmio, Fluminense y Palmeiras.

### Avaí
El 8 de enero de 2018 ascendió a la plantilla absoluta de Avaí y pasó a participar en la pretemporada celebrada en Águas Mornas. El 15 de febrero, marcó su primer gol profesional en la victoria por 3-1 contra el Brusque en el Campeonato Catarinense. El 14 de abril, hizo su debut en la Série B brasileña en una derrota por 1-0 contra Vila Nova. El 26 de mayo, marcó su primer gol en la Serie B para el club en la victoria por 3-1 contra el Paysandú.

### Altético Mineiro
El 28 de diciembre de 2018 fichó por el Atlético Mineiro.

## Palmarés

### Campeonatos internacionales
| Título              | Equipo           | País   | Año  |
| ------------------- | ---------------- | ------ | ---- |
| Copa Libertadores   | Fluminense F. C. | Brasil | 2023 |
| Recopa Sudamericana | Fluminense F. C. | Brasil | 2024 |

## Vida personal
Guga es apodado como Guga por la similitud de su peinado con el del tenista Gustavo Kuerten.